# Torsö
För andra betydelser, se Torsö (olika betydelser).
Torsö är Vänerns största ö (6 203 hektar) och ligger i Mariestads skärgård (Mariestads kommun) i den östra delen av sjön.
Ön består egentligen av de två öarna Torsö och Fågelö, som har vuxit ihop på grund av utdikningen som skedde i slutet av 1800-talet. Detta var mycket tydligt under den stora översvämningen vintern 2000–2001, då den före detta sjöbottnen hotades av vattnet. Väster om Torsö–Fågelö ligger Brommö.
Namnet, som återfinns i formen Thorsø från 1309, kommer av gudanamnet Tor och ö.
Bofasta Torsöbor kallas för "Torsövargar". Det finns många badstränder på Torsö vilka nås med båt och bil. Klimatet på Torsö med omgivande öar är maritimt vilket innebär att höst och vinter generellt sett är mildare än klimatet på fastlandet. Vänerns storlek påverkar även antalet soltimmar och Torsö har i genomsnitt fler soltimmar än omgivningen.

## Torsöbron
I november 1994 färdigställdes Torsöbron som går i en halvbåge från Sundsörn på fastlandet till Torsö. Bron har en segelfri höjd på 18 meter. Bron ersatte 19 november 1994 färjetrafiken som hade bedrivits sedan 1932.

## Kända personer från Torsö
- Rudolf Kjellén
- Olle Larsson